# Ніджат Мамедов
Ніджат Мамедов (азерб. Nicat Məmmədov, 2 травня 1985 Нахічевань) — азербайджанський шахіст, гросмейстер (2006).
У складі збірної Азербайджану учасник 39-ї Олімпіади (2000).
Його рейтинг на грудень 2017 року — 2602 (223-тє місце у світі, 9-те в Азербайджані).

## Зміни рейтингу
| На цьому місці має відображатися графік чи діаграма, однак з технічних причин його відображення наразі вимкнено. Будь ласка, не видаляйте код, який викликає це повідомлення. Розробники вже працюють для того, щоби відновити штатне функціонування цього графіка або діаграми. | |
| | На цьому місці має відображатися графік чи діаграма, однак з технічних причин його відображення наразі вимкнено. Будь ласка, не видаляйте код, який викликає це повідомлення. Розробники вже працюють для того, щоби відновити штатне функціонування цього графіка або діаграми. |